# Municipio de Haw Creek (Illinois)
El municipio de Haw Creek (en inglés: Haw Creek Township) es un municipio ubicado en el condado de Knox en el estado estadounidense de Illinois. En el año 2010 tenía una población de 461 habitantes y una densidad poblacional de 4,98 personas por km².

## Geografía
El municipio de Haw Creek se encuentra ubicado en las coordenadas 40°50′40″N 90°9′25″O / 40.84444, -90.15694. Según la Oficina del Censo de los Estados Unidos, el municipio tiene una superficie total de 92.65 km², de la cual 92,65 km² corresponden a tierra firme y (0 %) 0 km² es agua.

## Demografía
Según el censo de 2010, había 461 personas residiendo en el municipio de Haw Creek. La densidad de población era de 4,98 hab./km². De los 461 habitantes, el municipio de Haw Creek estaba compuesto por el 98,7 % blancos, el 0,22 % eran asiáticos y el 1,08 % eran de una mezcla de razas. Del total de la población el 3,25 % eran hispanos o latinos de cualquier raza.